# Евритмія
Евритмія (грец. еuгhythmia; у перекладі з грецької — красивий, благотворний ритм, співзвуччя в поезії і в музиці) — гармонійна плавність ритмічної організації  в різних видах мистецтва й педагогіці. Евритмія поетичного мовлення породжена як вимогами віршової фоніки, так і евфонічними (евфонія — доброзвучність) принципами мовлення, яке має особливості в українській мові. У віршуванні вживається на противагу аритмії (див.: Віршовий розмір, Фоніка): «Неначе ляля в льолі білій» (Т. Шевченко).
Також є мистецтвом художнього руху, що з'явилося на початку ХХ століття в Європі. Це поєднання особливого гармонізуючого руху, що нагадує танець з поетичною мовою або музикою. Евритмічний рух є за характером художнім і одночасно цілющим, тому що ґрунтується на глибокому переживанні і розумінні краси і законів музики й мови.
Евритмія розроблена Рудольфом Штейнером і отримала широке поширення у світі. Вона використовується і у вальдорфській педагогіці, а у країнах із розвиненим орієнтуванням на розвиток особистості також і в традиційній освіті, як можливість самовираження для дітей і дорослих. Розрізняють педагогічну, сценічну, гігієнічну та лікувальну евритмію, з 2000 року у багатьох підприємствах Європи активно впроваджується соціальна евритмія або евритмія для співробітництва, як окремий напрямок. З 2023 року в Дорнасі ініціативна група, за узгодженням з керівником Секції мистецтв, що мовлять і музикують, при Вільній вищій школі духовної науки, проводять дослідження культової евритмії, направленої на підсилення звʼязку свідомості людини із невидимими силами в ній, що дозволяє відокремити евритмію, як мистецтво від намагань привʼязати її до містерій і релігій.
На сьогоднішній день евритмія як мистецтво руху — є самостійним сценічним видом мистецтва, через свою унікальність, відокремленим як від хореографії, так і від театрального мистецтва. 
Увага!
У цивілізованих країнах евритмію може викладати та представляти лише фахівець, що здобув дану професію, відповідно до міжнародних стандартів і вимог, що узгоджені та коригуються на відповідних конференціях та з'їздах. Для надання диплому про здобуття освіти за фахом «евритміст» навчальний заклад повинен мати відповідне визнання Союзом евритмічної освіти при Секції мовленнєвих і музичних мистецтв Вищої школи духовної науки у Гетеанумі, Швейцарія. У Німеччині та Нідерландах диплом «евритміста» можна здобути також у деяких державних вищих навчальних закладах. Це стало реальним, завдяки активній роботі профспілок евритмістів.
Без неналежної підготовки, без розуміння фізіологічних, психічних і духовних процесів, що втілюються у кожному евритмічному рухі, жесті, позі, формі можна не тільки не досягти бажаної мети, а ще й завдати шкоди. Нажаль, нерідко можна почути дуже невтішні відгуки щодо досвіду зустрічі з евритмією, засновані на тому, що учень, пацієнт або глядач не уточнив рівня кваліфікації спеціаліста. 
Наразі багато хто намагається наслідувати евритмічним рухам через відео чи за книжками, але треба враховувати, що лише за наявності освіченого фахівця, який може відслідкувати не тільки і не стільки точність виконання завдання, а що набагато важливіше загальний стан людини: колір шкіри (румʼянець чи блідоту), рух і блиск очей, дихання, серцебиття, температуру тіла та повітря, запах, рівень виділення поту, роботу, тонус і мʼякість мʼязів і суглобів. І багато інших параметрів, які досвідчений спеціаліст, підсвідомо щомиті відслідковує та відповідно до яких коригує свою роботу. Висококваліфікований евритміст навіть на сцені, нерідко реагує на публіку та змінює інтенсивність і плавність руху в залежності від публіки, її стану, від змін у якості повітря.